# The Alarm (groupe)
Pour les articles homonymes, voir Alarm.
The Alarm est un groupe rock alternatif britannique fondé à Rhyl (Pays de Galles) en 1977 sous le nom de « The Toilets ». C'est en 1981 que le groupe adopte le nom de The Alarm en hommage au groupe U2. Le groupe est composé par Mike Peters (guitare et chant), Dave Sharp (guitare), Eddie MacDonald (Basse) et Nigel Twist (batterie). Mis en sommeil pendant plus de douze ans, le groupe revient en 2004 avec un nouvel album studio : In the Poppy Fields. Entre 1991 et le début des années 2000, Mike Peters and Dave Sharp font une carrière solo.

## Discographie

### Albums studio
- The Alarm (juillet 1983) (Ep)
- Declaration (février 1984) (N°6 au Royaume-Uni)
- Strength (octobre 1985) (N°18 au Royaume-Uni)
- Eye of the Hurricane (novembre 1987) (N°23 au Royaume-Uni)
- Change (septembre 1989) (N°13 au Royaume-Uni)
- Raw (avril 1991) (N°33 au Royaume-Uni)
- In the Poppy Fields (avril 2004) (N°28 au Royaume-Uni)
- Under Attack (février 2006)
- Sigma (juin 2019)
- War (février 2021)
- Forwards (juin 2023)

### Compilations sélectives & Live
- Electric Folklore Live (Ep) (Concert enregistré au Boston Wang Centre,dans le Massachusetts, le 26 avril 1988) (novembre 1988) (N°62 au Royaume-Uni)
- Standards (novembre 1990) (N°47 au Royaume-Uni)
- Eponymous 1981-1983 (Compilation de rareté, faces B, Live, démos,...) (juin 2000)
- Alarm 2000 Collection (Coffret 6CD) (novembre 2000)
- The Collection (octobre 2007)
- History Repeating 1981 - 2021 (octobre 2021)